# 甜水满族乡
甜水满族乡是中华人民共和国辽宁省辽阳市辽阳县下辖的一个民族乡。

## 行政区划
甜水满族乡下辖以下村级行政区划单位：
甜水村、李家村、河沿村、古家子村、三道岭村、王家村、陈家村、腰堡村、杨木村、鸡爪山村、庙沟村、韩家村、湾沟村和水泉村。